# 7366-os mellékút (Magyarország)
A 7366-os számú mellékút egy rövid, kevesebb, mint két kilométer hosszú, ennek ellenére négy számjegyű országos közút Vas vármegye déli részén. Legfontosabb szerepe feltehetőleg az, hogy a térség közel észak-déli irányban húzódó, de egymással nem találkozó útvonalait kapcsolja össze, anélkül, hogy az utazónak ki kellene hajtania a nemzetközi főútnak számító 8-as főútra.

## Nyomvonala
Bögöte északi részén ágazik ki a 7355-ös útból, annak 12,400-as kilométerszelvényénél, nyugat-délnyugat felé. 800 méter után már Hosszúpereszteg területén jár, közben több kisebb irányváltozása is van, de nagyjából nyugat felé húzódik. 1. kilométerénél keresztezi az egykori Sárvár–Zalabér-Batyk-vasútvonal töltését, 1,2 kilométer után pedig már a település házai között jár; ott Deák Ferenc utca a neve. A 7365-ös útba torkollva ér véget, annak 1. kilométerénél.
Teljes hossza, az országos közutak térképes nyilvántartását szolgáló kira.gov.hu adatbázisa szerint 1,624 kilométer.